# 曾海生
曾海生（1947年7月—），女，汉族，中华人民共和国政治人物，中国共产党党员，曾任解放军总参谋部管理保障部政治委员、中國人民解放軍女性少將、第十一届全国政协委员。

## 生平
2008年，当选第十一届全国政协委员，代表中华全国妇女联合会，分入第二十组。
2012年两会，曾海生提交一份《关于国务院成立妇女儿童工作部的建议》的提案，她认为应该提高妇女地位，比如让更多女性进入决策层。

## 家庭
父親曾山，母亲邓六金。兄长曾慶紅、曾庆淮、曾庆洋、曾庆源。

## 观点
曾海生说：“这几年，我比较关注妇女和儿童权益保护的法律制度，发现问题比较大。有关妇女和儿童权益保护的法律是有，但是真正执行起来很难。”
曾海生认为，相对来讲，妇女还是一个弱势群体。有几个方面的问题，首先就是政治参与度。在人大代表和政协委员中，女同志的比例相对低。在高层决策层，真正一把手的女同志很少。其他的都是副职。不但是副职，她所承担工作的口也基本是属于工、青、妇、卫、体，不是掌握经济命脉决策的主要官员。